# 原口幸三
原口 幸三（はらぐち こうぞう、1910年〈明治43年〉6月20日 - 2011年〈平成23年〉1月11日）は、日本の陸上競技選手。宮崎県出身。
2000年に世界ベテランズ記念陸上競技大会の男子100m走（90-94歳の部）で18秒08の世界記録（当時）を達成。2005年6月19日には宮崎マスターズ陸上競技大会の男子100m走（95-99歳の部）で22秒04の世界記録（当時）を達成し、2005年8月28日には21秒69と記録を更新した。
若いころは陸上競技の経験がなく、65歳の時にジョギングを始めた。76歳から100m走に転向した。また、80歳まで表具職人として働いていた。
2006年、第1回日本スポーツグランプリを受賞。
2011年1月11日、慢性呼吸不全のため宮崎市の自宅で亡くなった。100歳。